# Campay
Campay, en gaélique écossais Campaigh, est une île inhabitée du Royaume-Uni située en Écosse, dans l'archipel des Hébrides extérieures. Elle a la particularité de former une arche naturelle.